# 許氏棕櫚蝮
許氏棕櫚蝮（学名：Bothriechis schlegelii）是一種蝮亚科毒蛇。它们分布於墨西哥南部到委內瑞拉北部的巴拿馬雨林地帶。此物種以在眼上方的眉棱鱗片為特色。許氏棕櫚蝮體長不到 3 英呎，體色多變，從金黃、紅底橙斑到綠底紅斑的色彩都有，是最常見的綠棕櫚蝮屬（genus Bothriechis）动物，因而常見於動物展覽中。其种加词为赫爾曼·施萊格爾，是一位德國鳥類學兼爬虫两栖类学學家。目前该物种暫無被認可的亞種。牠們隱藏於果樹花叢中，鮮豔的色彩可使牠們完全融入背景。許氏棕櫚蝮潛藏在樹冠層中狩獵，牠們攻擊速度高達 13 英尺，在咬住獵物後會緊咬不放，防止獵物掉落。許氏棕櫚蝮經常會潛藏在果園中，果農有時會不經意的侵犯到牠們而激起許氏棕櫚蝮的防禦性。許氏棕櫚蝮的毒液會破壞傷口周圍的血液組織，並順著血液直達心臟，破壞控制心臟的橫膈膜，最後導致心跳停止。

## 描述

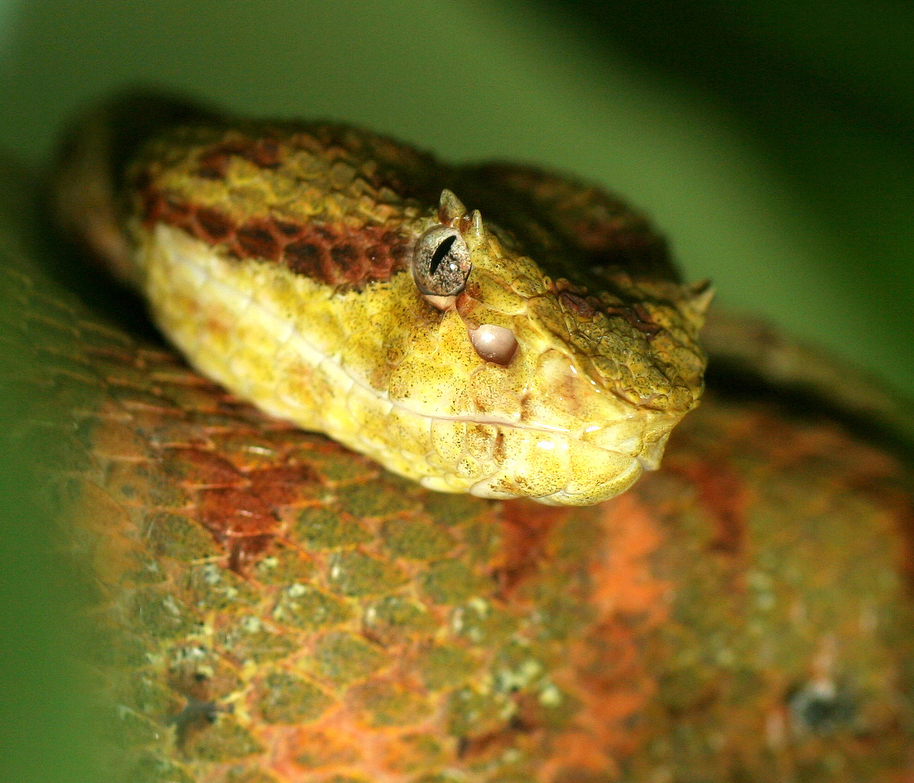
B. schlegelii

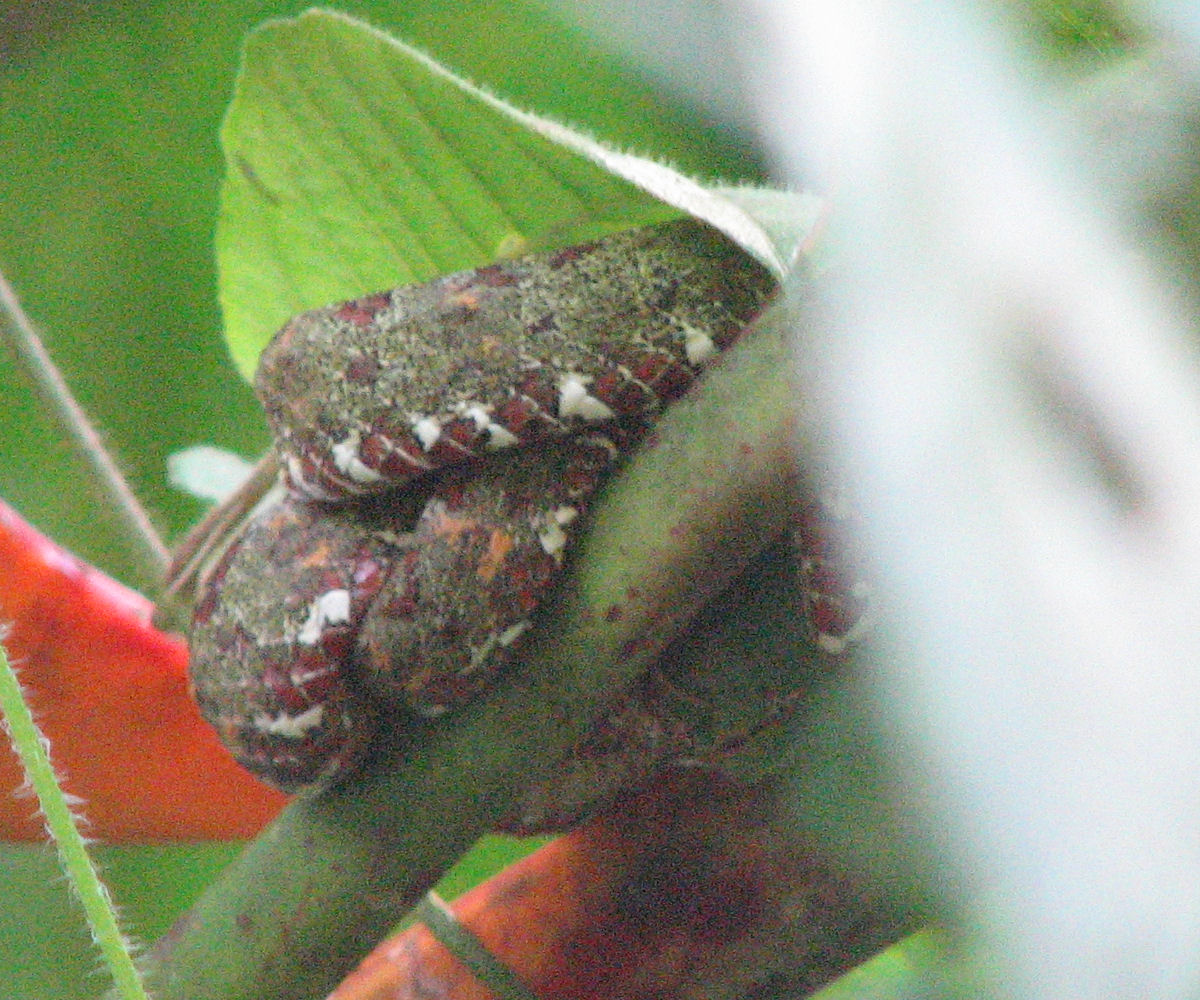
Manuel Antonio National Park, Costa Rica

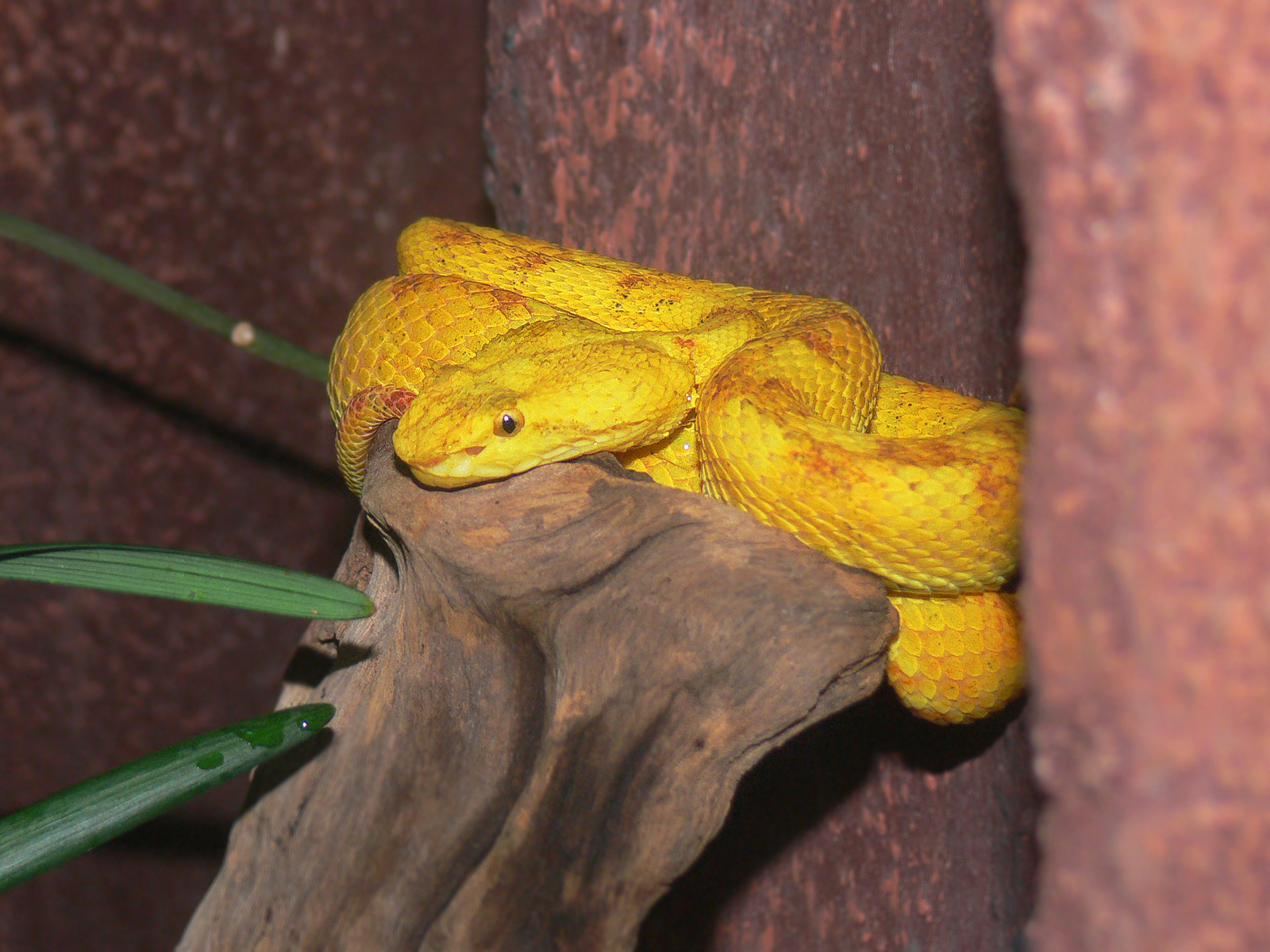
B. schlegelii at Melbourne Zoo

許氏棕櫚蝮蛇是蝮蛇属中是較小的種。其成年體長可達 55–82 厘米（22–32 英呎），其中雌性體長更長，體長更多變。雌性體長可達 69 釐米（27 英呎）長。許氏棕櫚蝮蛇有着寬且三角形的頭部，垂直方向瞳孔的眼睛。如同其他蝮蛇，其屬於管牙類毒蛇，在上顎有著皮下注射器般的獠牙，處於非使用狀態時獠牙摺叠在後部。許氏棕櫚蝮蛇有感知熱量的器官（或稱“頰窩”），在鼻孔與眼睛之間，分佈於頭部兩側。
許氏棕櫚蝮蛇最具特點的是其眼睛上方酷似睫毛的變性鱗片，由此而來其英文俗名（eyelash viper）。一般認爲這些“眼睫毛”在偽裝中會起到作用，在其藏身的多樹葉環境中可以迷惑其外形。許氏棕櫚蝮蛇在顔色上有許多變化，其顔色涵蓋了紅色、黃色、棕色、綠色、甚至有粉色，并且也包括這些顔色的混合。許氏棕櫚蝮蛇通常在其底色上黑色和棕色的斑點。對於性別，僅通過外部特徵是無法分辨的。

## 地理分佈
許氏棕櫚蝮蛇的地理分佈從南墨西哥（即北 恰帕斯州）, 向東南延伸至大西洋平原低地直到中美洲和南美洲北部的哥伦比亚和委內瑞拉分佈。 在 Pacific versant 和哥斯达黎加、巴拿马、哥伦比亚、厄瓜多尔、秘鲁的部分低地也有分佈。除上述之外，也有分佈在海拔從幾乎海平面到 2,640米（8,660英尺） 高度的Mesic habitat中。此物种被发现的地点是"波帕揚"（波帕扬，哥倫比亞）。

## 習性
許氏棕櫚蝮蛇喜好有大量樹葉的低海拔、潮濕的热带地區，通常距離不會枯竭的水源不遠。
一項研究發現許氏棕櫚蝮蛇喜好深且陰暗的溝壑.

## 行爲

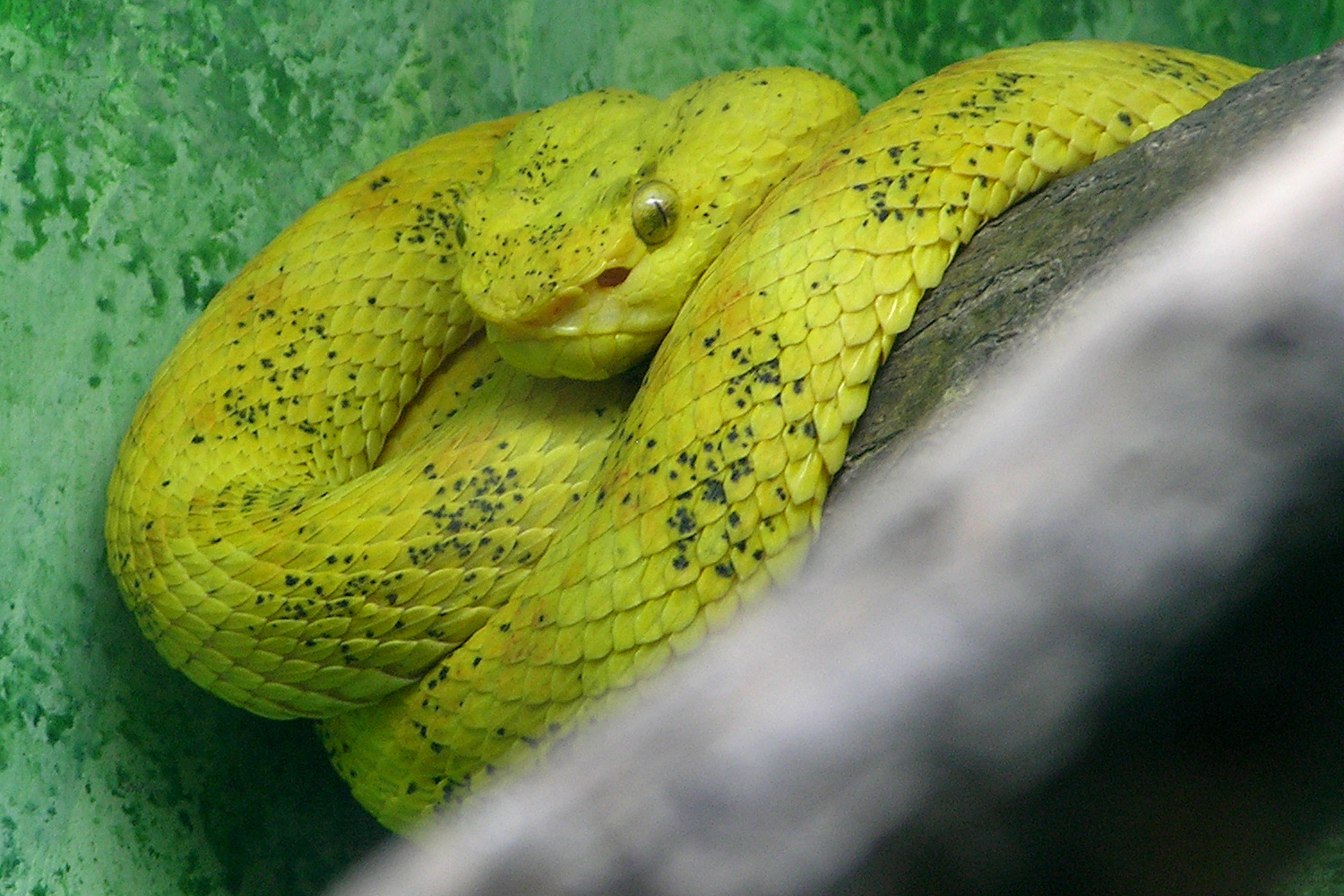
許氏棕櫚蝮蛇，攝於费城动物园。

就像其他棕榈蝮属的成員，許氏棕櫚蝮蛇是树栖运动的，有强壯的捲纏尾。許氏棕櫚蝮蛇大部分是夜行性的，以小型啮齿目，无尾目, 蜥蜴和小型鸟爲食。 許氏棕櫚蝮蛇通常不具攻擊性，但其在被騷擾時會不假思索地進行攻擊。
許氏棕櫚蝮蛇是典型的伏擊型掠食者。它會耐心地等待沒有戒備心的獵物走過。有時許氏棕櫚蝮蛇選擇一個特定的埋伏點，并且每年都及時趕回以為春天的鳥類遷徙做準備。研究表明，隨著時間推移，許氏棕櫚蝮蛇 學習提高攻擊的準確度。 （页面存档备份，存于） 有時許氏棕櫚蝮蛇（特別是青年時期）會采用“尾巴做誘餌”，模仿蠕蟲的動作搖擺尾巴以引誘潛在的獵物走進攻擊距離。
民間傳說講到：在南美洲的一些小型區域，許氏棕櫚蝮蛇會向其受害者眨並閃爍它的"睫毛"，接下來便是有毒的攻擊。蛇在生理上是不能這樣做的。因爲它們沒有眼皮並且無法閉眼。

## 繁殖
許氏棕櫚蝮蛇在大約兩年後即性成熟，并且卵胎生的物種在一年中溫暖的環境下生產。 雌性會在爲期六個月的時間裏携帶著卵，直到孵化。在卵中，新一代完成生長。 懷孕的雌性有著擴大的下腹部，并在孕期後階段可能會停止進食。 雌性在特定的窩中，孵化出 2–20 只後代，這些後代身長 15—20 cm（5.9—7.9英寸） 并且在身體形態上與成年相仿。
雄性有時會參加被稱作“dance of the adders”，時常達數小時的求愛儀式，其中兩隻雄性擺姿勢並以直立模仿對方，保持"如同眼鏡蛇"一般的姿勢直到一方被推走或摔在地面上。 許氏棕櫚蝮蛇是一夫多妻制的，通常在夜晚交配。

## 生產
儘管許氏棕櫚蝮蛇有毒，在有毒動物交易中它很常見。除此之外，許氏棕櫚蝮蛇在全世界的動物園中也有很多展出。爲了顔色與圖案，許氏棕櫚蝮蛇經常被圈養。從野外引進許氏棕櫚蝮蛇不像往常那樣常見了，但不是沒有此類現象存在。大體上捕捉許氏棕櫚蝮蛇非常便利，用老鼠也很容易飼養。

## 分類
一些權威機構辨認出山地生态学的亞種（B. s. supraciliaris）或是一個物種 （B. supraciliaris）。 在位於哥斯达黎加的圣何塞省_(哥斯达黎加)。 有些時候它被認作 eyelash mountain viper， 而最近的出版物指定其為大斑點 palm-pitviper。

## 保護
許氏棕櫚蝮蛇目前尚未經IUCN Red List評估，并且在2002年從CITES Appendix III中移除。 雖然沒有被列爲「受威脅」，它們仍然處於由於木材需求、農業、與城市化引起的棲息地喪失危機中。